# Кон, Соломон
Соломо́н Кон (нем. Solomon Kohn, 8 марта 1825, Прага — 6 ноября 1904, там же) — немецкий беллетрист еврейского происхождения.
Выпускник Пражского университета. В 1853 году он издал анонимно роман «Gabriel», переведенный на многие языки. Его «Bilder aus dem Alten Prager Ghetto» замечательны по задушевному юмору, перемешанному с истинным трагизмом; отношение автора к сюжету вполне объективно. Этим же отсутствием авторского пристрастия ценны его «Neue Ghetto-Bilder» (1886).
Известны также романы Кона: «Spiegel der Gegenwart», «Die Starken», «Die silberne Hochzeit» и повести: «Des Stadtschreibers Gast», «Gerettete Ehre», «Ein deutscher Minister», «Der alte Grenadier», «Die fidelen Alten» и «Der Lebensretter», «Dichterhonorar», «Neue Ghettobilder», «Fürstengunst», «Ein Deutscher Kaufmann».